# マリンズ・ファイスト
マリンズ・ファイスト（英：Mulin's Feist）とは、アメリカ合衆国原産のツリーイング・ドッグである。別名はベビーフェイス・ファイスト。『マリンズ』という犬種名は作出者にちなんでつけられた。

## 歴史
1970年代に作出された犬種で、ある家庭でブリーディングされていたファイスト系の犬をもとに改良を加えて品種化したものである。犬種クラブは1988年に設立されたばかりの新しい犬種のため、まだ米国内でもあまり知名度は高くない。
本主がツリーイングを行うのはリスなどの小型獣やアライグマなどで、顔つきに似合わず激しい追い詰めを行う。ほとんどがこのような猟犬として使われているが、一部はペットとして飼育されている。ほとんどの個体が北米で飼育されているため、他の地域では見る事が出来ない希少種である。

## 特徴
別名でベビーフェースと呼ばれる通り、童顔であることが本種の一番の特徴である。この顔つきを分かりやすいように説明すると、ミニチュア・ピンシャーの仔犬のような顔つきである。耳は三角形の垂れ耳又は半垂れ耳で、尾は垂れ尾だが生まれつき尾が無かったり短かったりすることもある。小柄で脚が長く、ボディはしなやかである。コートはなめらかなスムースコートで、毛色はイエロー系の色、ブラック、イエロー・アンド・ホワイト、ブラック・アンド・ホワイト。体高38～45cmの中型犬で、性格は普段は明るく活発であるが、猟の際は勇猛果敢となる。